# C/2006 W3 Christensen
La Cometa Christensen, formalmente indicata come C/2006 W3 (Christensen), è una cometa di lungo periodo del Sistema solare. È stata scoperta il 18 novembre 2006 da Eric J. Christensen nel corso del progetto di ricerca di comete ed asteroidi denominato Catalina Sky Survey.
Nonostante la grande distanza dal Sole mantenuta nel corso di tutta l'apparizione (al perielio la cometa ha raggiunto circa le 3 UA dal Sole), il nucleo ha manifestato un'intensa attività.

## Storia osservativa

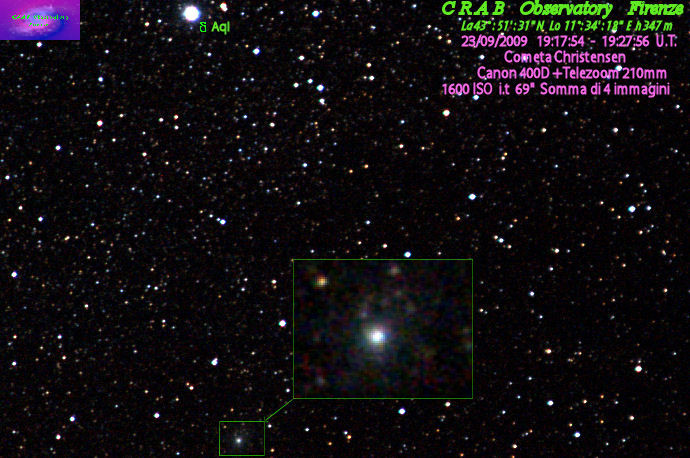
La Cometa Christensen il 29 marzo 2009.

La cometa è stata scoperta il 18 novembre 2006 da Eric J. Christensen con un telescopio Schmidt di 0,68 m di diametro. Appariva come un oggetto della 18ª magnitudine e manifestava già una tenue chioma, leggermente allungata. Nei giorni subito seguenti, altri astronomi hanno ripetuto le osservazioni, confermandone la natura cometaria. Non risultò possibile tuttavia individuare una coda. Si trovava allora a circa 8 UA dal Sole (più prossima all'orbita di Saturno che a quella di Giove).
La luminosità della cometa è aumentata al trascorrere del tempo. Nel corso del 2007 è passata dalla 18ª alla 16ª magnitudine. Nel corso del 2008 l'incremento di luminosità è stato più repentino e alla fine dell'anno, la cometa aveva raggiunto l'11ª magnitudine. All'approssimarsi del transito per il perielio, avvenuto il 6 luglio 2009, la cometa ha raggiunto l'8ª magnitudine. Successivamente ha iniziato a percorrere il ramo discendente della curva di luminosità affievolendosi sempre più mentre si allontanerà nel suo viaggio verso le profondità del Sistema solare esterno.
Nel periodo compreso tra il 1º e l'8 novembre 2009, la Cometa Christensen è stata osservata con l'Herschel Space Observatory. Obiettivo delle ricerche era individuare il comportamento manifestato dalle comete a grande distanza dal Sole. Analisi precedenti avevano indicato che la produzione di una chioma era associata alla sublimazione di "ghiacci ipervolatili" come CO e CO2 oppure al rilascio di materiale gassoso intrappolato nel ghiaccio d'acqua e liberato in seguito alla riorganizzazione di questo nella forma cristallina. La Cometa Christensen ha manifestato un nucleo particolarmente attivo, che ha prodotto una densa chioma nonostante la grande distanza mantenuta dal Sole. I dati raccolti indicano che questa attività è consistita soprattutto nel rilascio di CO (che ha ecceduto di almeno il 220% la produzione di vapore acqueo).

## Orbita

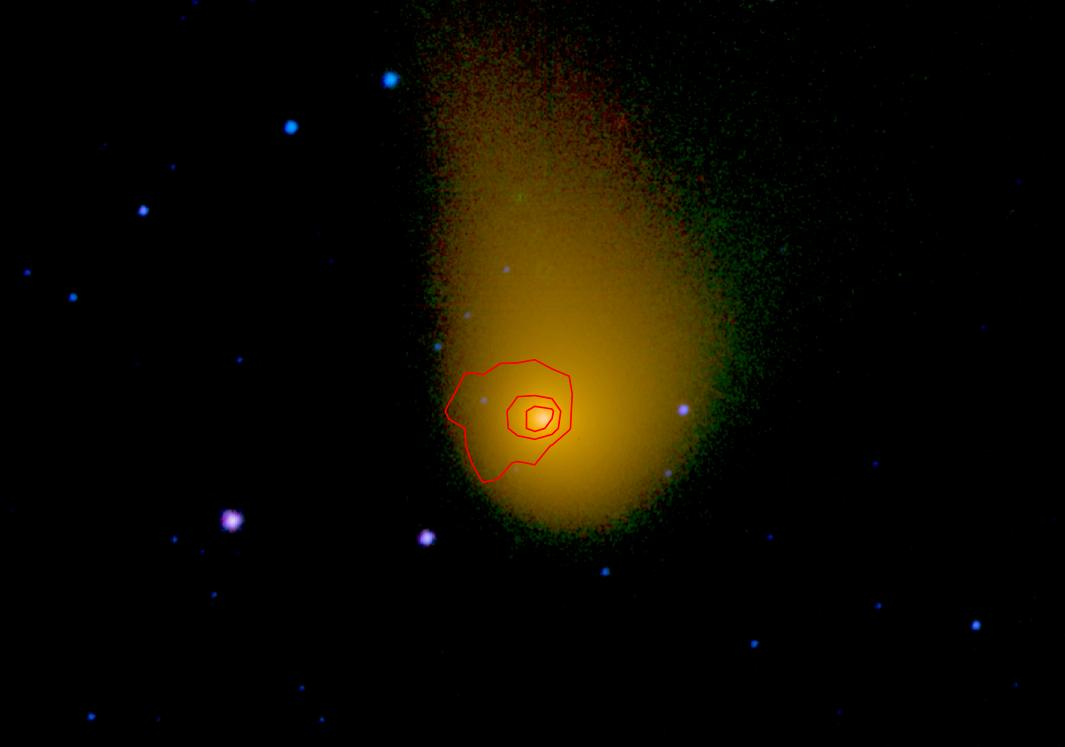
La Cometa Christensen ripresa dal Wide-field Infrared Survey Explorer nell'aprile del 2010.

La Cometa Christensen percorre un'orbita retrograda altamente eccentrica, inclinata di circa 127° rispetto al piano dell'eclittica. Il perielio è stato raggiunto il 6 luglio 2009, ad una distanza di circa 3 UA dal Sole. Il nodo discendente, compreso tra le orbite di Giove e Marte, è stato attraversato a circa 3,5 UA dal Sole.